# ليزلي أبديلا
ليزلي جوليا أبديلا (بالإنجليزية Lesley Julia Abdela) عضو في وسام الإمبراطورية البريطانية (MBE) (من مواليد 17 نوفمبر عام 1945) وخبيرة بريطانية في مجال حقوق المرأة وممثلة عنها. عملت كمستشارة في 40 دولة مختلفة لحكومات ومنظمات حكومية دولية مثل (الأمم المتحدة ومجلس أوروبا والمنظمة الدولية للهجرة ومنظمة الأمن والتعاون في أوروبا) وفي العديد من المنظمات غير الحكومية والمفوضية الأوروبية. وهي أيضًا مذيعة ومشاركة في حملات حقوق المرأة.

## سيرتها الذاتية
ولدت أبديلا في لندن وتلقت تعليمها في مدرسة الملكة آن، ومدرسة شاتيلارد وكلية هامرسميث للفنون والبناء إضافة إلى كلية لندن للطباعة.
فازت أبديلا بجائزة امرأة أوروبا في المملكة المتحدة وذلك لقاء عملها الساعي إلى تمكين المرأة في أوروبا الوسطى والشرقية في عام 1993 وكانت أول محررة سياسية لمجلة كوزموبوليتان. صُوّت لصالح أبديلا في عام 2006 في استطلاع مجلة نيو ستيتسمان الذي يدور حول «أفضل 50 بطلًا في عصرنا». واختيرت من قبل مكتب الولايات المتحدة للشؤون التعليمية والثقافية لتكون ضمن خريجي الشهر الأوروبيين. وعُيّنت أبديلا عضوًا في وسام الإمبراطورية البريطانية في تكريم عيد ميلاد الملكة عام 1990 لقاء خدماتها بالنهوض بالمرأة في السياسة والحكم المحلي.
أفادت هيئة الإذاعة البريطانية (BBC) عن أبديلا بأنها وجدت قبر باربرا بوديكون في فناء الكنيسة الصغيرة في برايتلينغ شرق ساسكس في عام 2007، وعلى بعد حوالي 50 ميلًا (80 كم) من لندن. وقد كان في حالة يرثى لها حيث كانت السور صدئة ومتفتتة ونقش القبر مقروء بصعوبة. وكان صندوق جمع التبرعات لإصلاحة لا زال جاريًا.
أصدر المؤرخ الدكتور جوديث رابوثام من جامعة نوتنغهام ترنت استئنافًا آخر للحصول على تمويل لترميم القبر والمناطق المحيطة به. وجُمع حوالي 1000 جنيه إسترليني. واستُخدمت الأموال التي جمعتها القرية في تنظيف السور بطريقة السفع بالرمل وإعادة طلاءه وتنظيف الضريح الغرانيتي.
شغلت أبديلا مناصب عديدة في مسيرتها المهنية، بما في ذلك:
- عضو في مجلس إدارة المجلس الثقافي البريطاني (1995 - 2000).
- رئيسة جامعة نوتنجهام ترينت (1997 - 2000).
- عضو مجلس إدارة المعهد الدولي للبيئة والتنمية (1992-1997).[8]
- مؤسسة مشاركة وزعيمة «المجموعة 300» للنساء في السياسة (1980-1985).
- مرشحة الحزب الليبرالي البرلماني للانتخابات العامة لعام 1979.
- باحثة سياسية في مجلس العموم البريطاني ومجلس اللوردات (1977-1979).

وتعد أبديلا شريكة رئيسية في شيفوليوشن، وهي استشارية للمساواة بين الجنسين تعيش في بورواش، شرق ساسكس.

## أعمالها
تحرير كتاب اختراق الأسقف الزجاجية من قبل ليزلي أبديلا وتيم سيموندز، نُشر في عام 1991، وكالة توظيف سلطات المناطق الحضرية، سوليهال ISBN 1-874025-99-1.
- حررت ليزلي أبديلا كتاب «افعلوها! أوفوا بما وعدتم: دليل عملي لأصحاب العمل حول كيفية تغيير ثقافة النوع الاجتماعي في مكان العمل». نُشر في عام 1995، وكالة توظيف سلطات المناطق الحضرية، سوليهال ISBN 1-874025-30-4.
- حررت ليزلي أبديلا كتاب «ماذا تريد المرأة: دليل لخلق حياة جديدة أفضل للمرأة في المملكة المتحدة»، نُشر في عام 1994، متجر ذا بودي.
- حررت ليزلي أبديلا كتاب «أم عجوز غريبة: لا يوجد تصريح صحفي للمجلات النسائية. انتهاكات الحقوق في بريطانيا 15»، الفصل 88 للشركات الناشئة. نُشر في عام 1994 في لندن. ISBN 1-873311-99-0.[9]
- حررت ليزلي أبديلا كتاب «نساء مع استئناف مجهول (X): نساء سياسيات في بريطانيا اليوم». نُشر في عام 1989، ماكدونالد أوبتيما، في لندن. ISBN 0-356-17184-1.